# Andrew Kohut

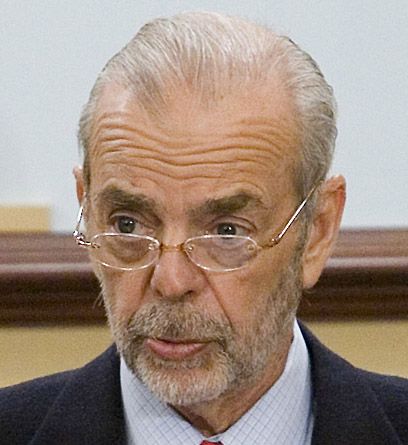
Andrew Kohut (2011)

Andrew Kohut (geboren 2. September 1942 in Newark, New Jersey; gestorben 8. September 2015 in Baltimore) war ein US-amerikanischer  Meinungsforscher.

## Leben
Andrew Kohut wuchs als Arbeiterkind in Rochelle Park auf. Er erhielt 1964 einen Bachelor of Arts an der Seton Hall University und 1966 einen Master of Arts in Soziologie an der Rutgers University.
Kohut begann während des Studiums beim Meinungsforschungsinstitut The Gallup Organization zu jobben und geriet unter die Fittiche des Statistikers Paul K. Perry. Seine beruflichen Stärken waren die Fragebogenentwicklung und die Fähigkeit, die Umfrageergebnisse in eine Story zu kleiden. Ab 1979 bis 1989 leitete er das Gallup-Institut. Nach dem Verkauf Gallups an „Selection Research“ 1988 gründete er das eigene Unternehmen „Princeton Survey Research Associates“. Er wurde 1993 einer der Gründungsdirektoren des Meinungsforschungsinstituts Pew Research Center und leitete bis 2004 das „Pew Research Center for the People & the Press“.  Von 2004 bis 2012 fungierte er als Präsident  der Gesamtorganisation, die er auch als drittgrößten Think Tank in Washington, D.C. etablierte und in das Internetzeitalter führte. Kohut war ein gefragter Kommentator von Umfrageergebnissen in Radio und Fernsehen und schrieb für überregionale Zeitungen. Er war Mitherausgeber von Büchern zu Themen der politischen Meinungsforschung.
Kohut war zeitweise Präsident der American Association for Public Opinion Research (AAPOR) und des National Council on Public Polls (NCPP).

## Schriften (Auswahl)
- mit Bruce Stokes: America against the world : how we are different and why we are disliked. New York : Times Books, 2006
- The diminishing divide : religion's changing role in American politics.  Washington D.C. : Brookings Institution Press, 2000
- mit Max Kaase: Estranged friends? : the transatlantic consequences of societal change. Gütersloh : Bertelsmann Foundation, 1996